# Торговий баланс США
Торговий баланс США - співвідношення вартості товарів, експортованих та імпортованих у США за рік.

Графік дефіциту торгового балансу США (з 1960 р.)

## Історія
Починаючи з 1976 р. торговий баланс США був дефіцитним (обсяг імпорту перевищував обсяг експорту в грошах).  У 2005—2007 США мали щорічний дефіцит у розмірі $700 млрд і більше. В той же час багато країн мали профіцит: Японія $168 млрд, Німеччина — 146 млрд, РФ — 165 млрд. 

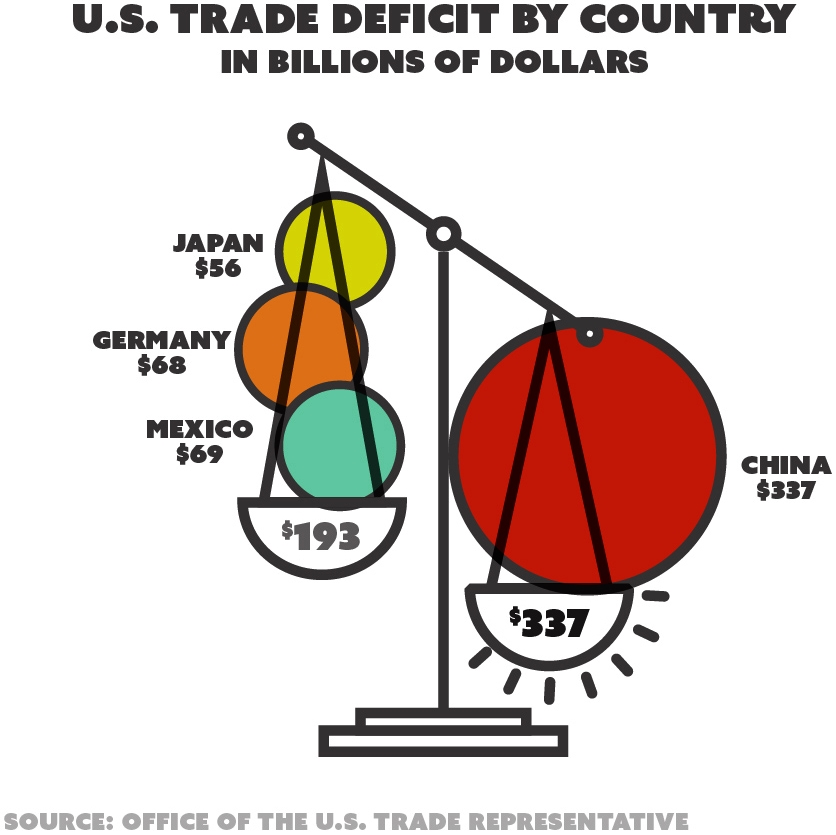
Дефіцит торговельного балансу США з Китаєм у 2017 р. досяг 95% і склав $337 млрд (58% від усього торгового дефіциту США)

У 2001 році Китай випередив Японію за величиною розриву в торговому балансі зі США. Динаміка збільшення торгового дефіциту з Китаєм спостерігається з 1985 року.
У 2021 році сальдо дефіциту балансу склало 80 млрд. USD в 2021. Обсяг експорту в США восени 2021 року становив 200 млрд у місячному вираженні.  Це такий самий рівень, який був у 2019 році. Отже, загалом, можна говорити повернувся експорту до "доковідних значень".
Цілком можливо, що торговий дефіцит почне знижуватись в міру відновлення ланцюжків поставок (докладніше Глобальна криза ланцюжка поставок 2021-2022 рр). Майже весь 2021 рік у портах США спостерігалася величезна черга контейнеровозів.

## Див також
- Торгова війна США з КНР
- Торгові війни між США та Європейським Союзом
- Список країн за торговельним балансом
- Список країн по балансу поточних операцій
- Список країн з експорту
- Список країн з імпорту
- Баланс торговий
- Торговельний баланс
- Агентство США з міжнародного розвитку
- Офіс торгового представника США